# Maquinista

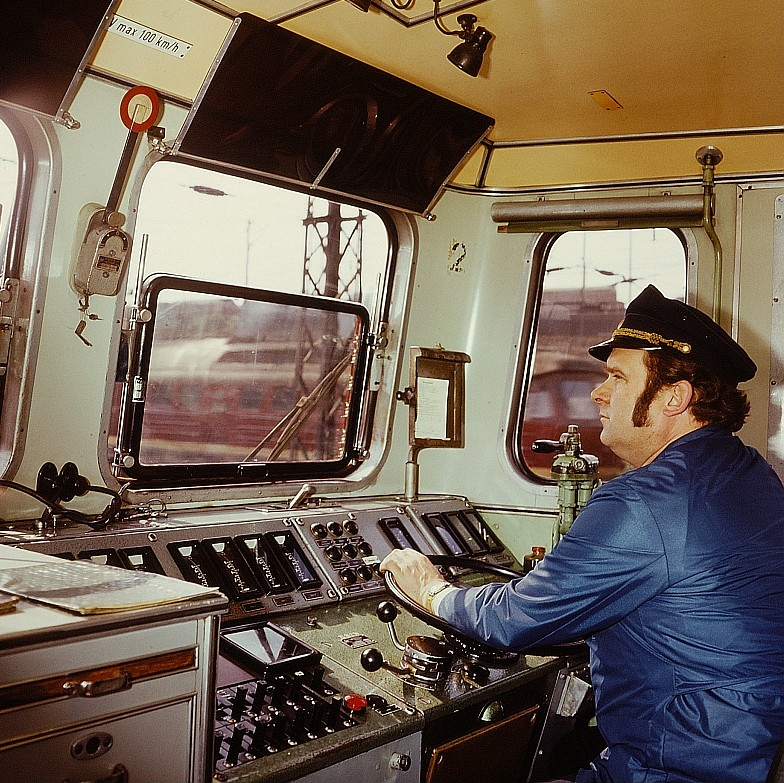
Maquinista

Maquinista es una profesión relacionada con el transporte de mercancías y pasajeros, bien en el transporte marítimo o en el ferroviario.

## Transporte marítimo
Maquinista naval es la persona encargada del mantenimiento, reparaciones y preparativos para que un buque pueda realizar sus actividades marítimas sin problemas motrices, en otras palabras, se encarga de labores de mantenimiento y operación de la maquinaria de la propiamente llamada "sala de máquinas" y "sistemas auxiliares" de un buque.

## Transporte ferroviario
Maquinista ferroviario es la persona encargada de manejar un tren, controlar la velocidad, frenada, así como los sistemas de seguridad y confort a bordo de una locomotora, unidad tren, automotor, y por ende, cualquier vehículo ferroviario.

### Maquinista en ferrocarriles urbanos
La labor del maquinista no solo comprende ferrocarriles de todo tipo de larga, media distancia y regionales, también comprende al especialista que asume el mando de un tren de pasajeros en configuración EMU, como lo son algunos casos los trenes de cercanías y urbanos (Metro) aunque a veces se les denomine conductores, como llevan el mando de un tren, estos son en la práctica también maquinistas aunque el modo de conducción a veces puede ser automático en ciudades como París, Ciudad de México, Santiago de Chile y otras más cuando las condiciones de la vía son adversas, son capaces de combinar el modo de traccionar similar al de un maquinista de ruta, con los ajustes de una plataforma informatizada, como puede ser un control de pilotaje como el SACEM francés, o incluso el CBTC con ATO y ATP.

### Maquinistas ferroviarios en España
El Reglamento de Circulación Ferroviaria (RCF) de España define al maquinista como el agente que tiene a su cargo la conducción de un vehículo motor de cualquier clase y el cumplimiento de las normas reglamentarias que le correspondan. En plena vía, ejerce el mando de todo el personal del tren, excepto en los trenes de pruebas.
En la época del vapor formaba pareja indisociable con un fogonero; estaban al cargo de una locomotora de manera continuada. Con la desaparición de la tracción a vapor, la figura del fogonero desaparece, siendo reemplazado por la del ayudante de maquinista. Durante muchos años los maquinistas ejercen sus funciones con el ayudante, siendo este un paso previo para convertirse en maquinista. No obstante, desde 2001, con la ley que entra en vigor sobre el agente único, los maquinistas pasan a realizar su trabajo en solitario, y la figura del ayudante desaparece por completo.
El trabajo del maquinista se desarrolla esencialmente en las cabinas de conducción del material ferroviario, aunque también puede desarrollarlo en tierra, como apoyo a sus compañeros. Necesita estar habilitado y haber pasado un examen de habilitación de la locomotora o vehículo ferroviario que opere, así como de las líneas por las que circula, y renovar ambos cada cierto tiempo. Su oficio consiste en transportar viajeros y/o mercancías de forma segura dentro de un espacio de tiempo razonable que viene determinado por los horarios, y siempre con arreglo al Reglamento de Circulación Ferroviaria (RCF) y al resto de consignas normativas que complementan a la norma. En condiciones normales, sobre todo en servicios de mercancías y larga distancia, pasan algún tiempo fuera de su domicilio.